# 옹진 백령도 남포리 습곡구조
옹진 백령도 남포리 습곡구조는 대한민국 인천광역시 옹진군 백령도 내 선캄브리아기 원생누대 백령층군 남포리층에 드러난 습곡 및 단층 구조이며 대한민국의 천연기념물이다.

## 지정사유
백령도 남포리 장촌해안의 단층 및 습곡구조는 장촌포구 서쪽해안 약 300 m 지점인 용틀임바위 바로 건너편 해안절벽에 있으며, 그 규모는 높이 약 50m, 길이 약 80m 정도이다.
이 단층 및 습곡구조는 백령도 일대에 광범위하게 분포하는 선캄브리아기 백령층군의 장촌층이 동아시아 일대에 광범위하게 일어났던 고생대 말~중생대 초의 지각변동으로 형성되었다. 즉 지하 깊은 곳의 횡압력으로 변성 및 변형작용을 받아 습곡 및 단층이 이루어진 후, 지각이 풍화 및 침식되면서 서서히 융기되어 지금과 같은 지형을 이루고 있다.
이렇게 선명하게 드러난 큰 규모의 단층 및 습곡구조는 매우 드문 일로서, 이들에 대한 학술적 연구는 한반도의 지각 발달사를 규명하는데 매우 귀중한 자료를 제공할 뿐만 아니라, 그의 형성에 관한 지구과학적 현상과 역할은 학생들의 현장학습과 일반인들의 자연체험 및 관광지로서 중요한 역할을 할 것으로 기대된다.

## 같이 보기
- 백령층군
- 인천광역시의 지질
- 백령도